# Бердјанск
Бердјанск (укр. Бердянськ, рус. Бердянск) град је у Украјини, у Запорошкој области. Према процени из 2012. у граду је живело 116.563 становника.

## Становништво
Према процени, у граду је 2012. живело 116.563 становника.
| 1979.   | 1989.   | 2001.   | 2012.   |
| ------- | ------- | ------- | ------- |
| 122.109 | 132.644 | 121.692 | 116.563 |

## Партнерски градови
- Јамбол
- Кременчуг
- Одинцово